# Hans Hauswald
Hans Hauswald (* 22. August 1906 in Niedersedlitz; † nicht ermittelt) war ein deutscher Ingenieur und SA-Brigadeführer.

## Leben und Wirken
Nach dem Besuch des Gymnasiums studierte er an der Technischen Hochschule zu Dresden. Nach Ablegung der Prüfung als Diplom-Ingenieur war er von 1930 bis 1933 im sächsischen Staatsdienst tätig. Zum 1. Januar 1928 wurde er in die NSDAP aufgenommen (Mitgliedsnummer 73.093). Am 1. November 1928 wurde er SA-Mitglied und war als Schar-, Trupp-, Sturm- und Sturmbannführer tätig. Als solcher wurde er bei einem Zusammenstoß mit Kommunisten in  Klein-Dehsa verletzt. 
1934 wurde Hauswald Führer der SA-Standarte 20 und später zum Führer der Standarte 102 (Zittau) ernannt. Anschließend war er Stabsführer der SA-Brigade 133 (Ostsachsen) und ab 1935 im Stab der Gruppe Sachsen als Personalreferent tätig. Mit Wirkung vom 1. Februar 1939 wurde er Stabsführer der SA-Gruppe Sachsen und zum 30. Januar 1941 zum SA-Brigadeführer befördert.
Er kandidierte am 10. April 1938 auf Listenplatz 1055 erfolglos für den Großdeutschen Reichstag.

## Auszeichnungen
- Goldenes Ehrenzeichen der NSDAP